# Monaeses lucasi
Monaeses lucasi là một loài nhện trong họ Thomisidae.
Loài này thuộc chi Monaeses. Monaeses lucasi được Władysław Taczanowski miêu tả năm 1872.